# Тіто Петковський
Тіто Петковський (мак. Тіто Петковськи; нар. 23 січня 1945, село Псача, община Крива-Паланка) — македонський політик, колишній голова Зборів Республіки Македонії.

## Біографія
Тіто Петковський закінчив юридичний факультет Університету св. Кирила і Мефодія. Працював у міському суді Крива-Паланки, потім був юристом в Республіканському інституті містобудування та Виконавчій раді Скоп'є.
У 1986 році почав партійну кар'єру секретарем міського комітету Союзу комуністів Македонії. Через два роки став секретарем ЦК СКМ. У 1990 році обраний до Зборів і став у них віце-спікером. Потім ще кілька разів обирався від Соціал-демократичного союзу, а з 1996 по 1998 рік обіймав посаду голови Зборів Республіки Македонії.
На президентських виборах в 1999 році Петковський був кандидатом від СДСМ. У першому турі він посів перше місце з великим відривом, отримавши 33% голосів. Однак у другому турі програв кандидату від ВМРО-ДПМНЄ Борису Трайковському, отримавши 45% голосів.
У листопаді 2005 року Тіто Петковський вийшов з Соціал-демократичного союзу і сформував Нову соціал-демократичну партію.